# Lądek
Lądek è un comune rurale polacco del distretto di Słupca, nel voivodato della Grande Polonia.
Ricopre una superficie di 98,32 km² e nel 2004 contava 5 717 abitanti.